# Purificación de agua potable

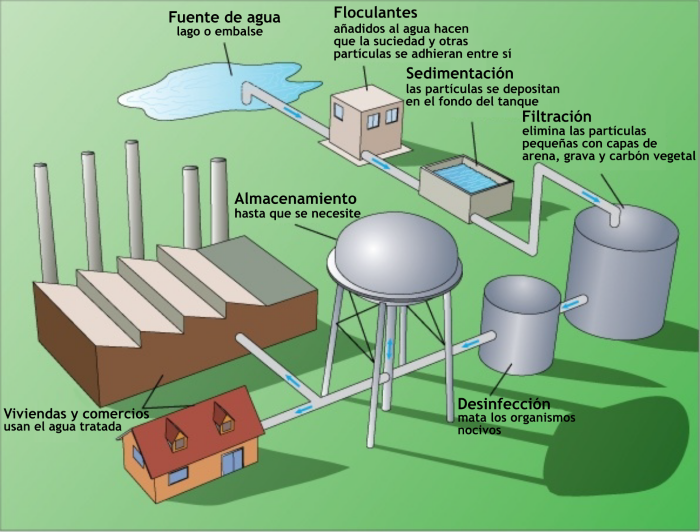
Proceso típico de tratamiento de agua potable.

El proceso de purificación de agua potable es una serie de pasos al cual se somete el agua para eliminar microorganismos y residuos peligrosos con el fin de obtener agua de mayor pureza y calidad consumible. 
En 1827, se estableció el primer sistema efectivo utilizado para el tratamiento del agua para el consumo humano. 
La purificación del agua puede reducir la concentración de partículas, incluyendo partículas suspendidas, parásitos, bacterias, algas, virus y hongos, así como reducir la concentración de una serie de materias disueltas y particuladas.
Las normas de calidad del agua potable suelen ser establecidas por los gobiernos o por normas internacionales. Estas normas suelen incluir concentraciones mínimas y máximas de contaminantes, en función del uso previsto del agua.
La inspección visual no puede determinar si el agua cumple normas de calidad. Los procedimientos sencillos, como la ebullición o el uso de un filtro doméstico de carbón activado no son suficientes para tratar todos los posibles contaminantes que puede contener el agua de una fuente desconocida. Incluso el agua natural de manantial -considerada segura a todos los efectos prácticos en el siglo XIX- debe analizarse ahora antes de determinar qué tipo de tratamiento, si es que se necesita. La Química y el análisis microbiológico, aunque son caros, son la única forma de obtener la información necesaria para decidir el método de depuración adecuado.
Según un informe de la Organización Mundial de la Salud (OMS) de 2007, 1100 millones de personas carecen de acceso a un suministro mejorado de agua potable; el 88% de los 4.000 millones de casos anuales de enfermedad diarreica se atribuyen al agua no apta para el consumo y a un saneamiento e higiene inadecuados, mientras que 1,8 millones de personas mueren cada año a causa de la enfermedad diarreica. La OMS estima que el 94% de estos casos de enfermedades diarreicas se pueden prevenir mediante modificaciones del entorno, incluido el acceso al agua potable. Unas técnicas sencillas para tratar el agua en casa, como la cloración, los filtros y la desinfección solar, y para almacenarla en recipientes seguros podrían salvar un gran número de vidas cada año. Reducir las muertes por enfermedades transmitidas por el agua es uno de los principales objetivos de salud pública en los países en desarrollo.

## Historia

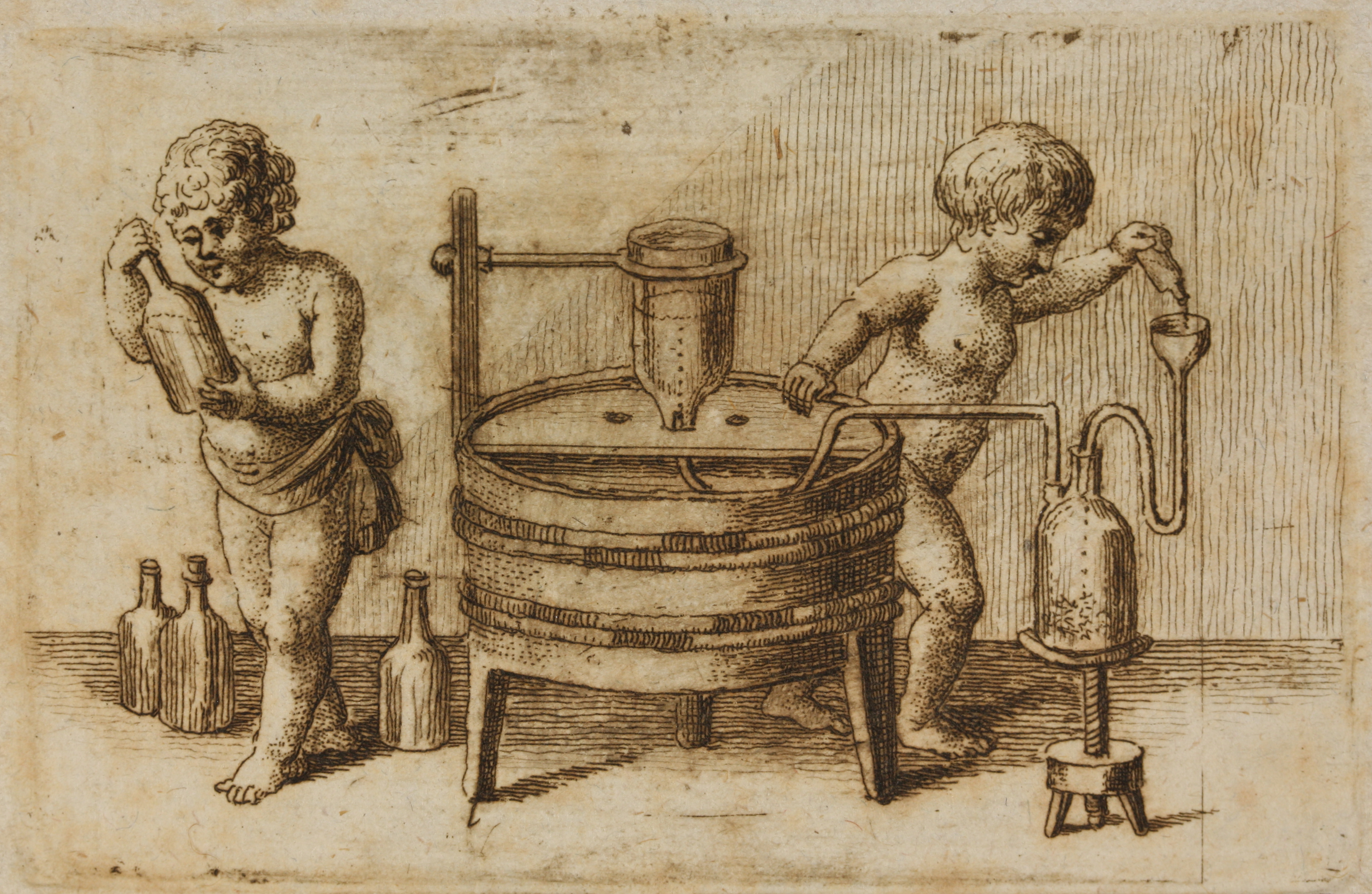
Dibujo de un aparato para estudiar el análisis químico de las aguas minerales en un libro de 1799.

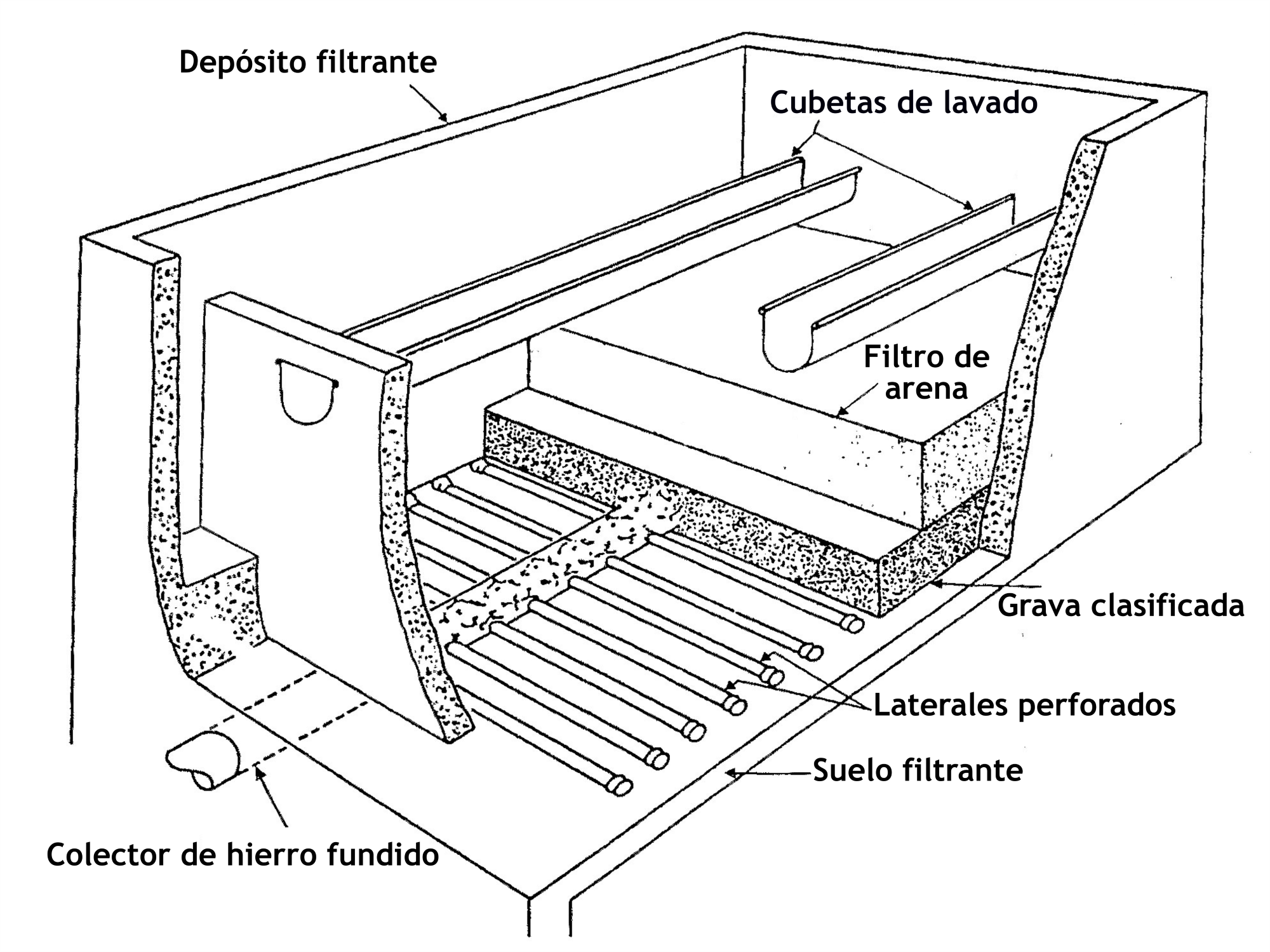
Ilustración (vista en corte) de un filtro rápido de arena para purificación de agua

Los primeros experimentos sobre la filtración del agua se realizaron en el siglo XVII. Sir Francis Bacon intentó desalinizar el agua de mar haciendo pasar el caudal por un filtro de arena. Aunque su experimento no tuvo éxito, marcó el inicio de un nuevo interés en este campo. Los padres de la microscopía, Antonie van Leeuwenhoek y Robert Hooke, utilizaron el recién inventado microscopio para observar por primera vez pequeñas partículas materiales que yacían suspendidas en el agua, sentando las bases para la futura comprensión de los patógenos transmitidos por el agua.

### Filtro de arena

Mapa original de John Snow mostrando el clusters de casos de cólera en el Epidemia de Londres de 1854.

El primer uso documentado de filtro de arena para purificar el suministro de agua data de 1804, cuando el propietario de una blanquería en Paisley, Escocia, John Gibb, instaló un filtro experimental, vendiendo su excedente no deseado al público. Este método fue perfeccionado en las dos décadas siguientes por ingenieros que trabajaban para compañías privadas de agua, y culminó con el primer suministro público de agua tratada del mundo, instalado por el ingeniero James Simpson para la Chelsea Waterworks Company de Londres en 1829. Esta instalación proporcionó agua filtrada a todos los residentes de la zona, y el diseño de la red fue ampliamente copiado en todo el Reino Unido en las décadas siguientes.
La práctica del tratamiento del agua pronto se convirtió en algo habitual y común, y las virtudes del sistema se hicieron patentes tras las investigaciones del médico John Snow durante el brote de cólera de Broad Street de 1854. Snow se mostró escéptico con la entonces dominante teoría del miasma que afirmaba que las enfermedades eran causadas por "malos aires" nocivos. Aunque la teoría de los gérmenes de la enfermedad aún no se había desarrollado, las observaciones de Snow le llevaron a descartar la teoría imperante. Su ensayo de 1855 Sobre el modo de comunicación del cólera demostró de forma concluyente el papel del suministro de agua en la propagación de la epidemia de cólera en el Soho, con el uso de un mapa de distribución de puntos y pruebas estadísticas para ilustrar la conexión entre la calidad de la fuente de agua y los casos de cólera. Sus datos convencieron al consejo local para que inutilizara la bomba de agua, lo que puso fin rápidamente al brote.
La Metropolis Water Act introdujo la regulación de las empresas de suministro de agua en Londres, incluyendo por primera vez normas mínimas de calidad del agua. La Ley "establecía disposiciones para asegurar el suministro de agua pura y saludable a la metrópolis", y exigía que toda el agua fuera "efectivamente filtrada" a partir del 31 de diciembre de 1855. Esto fue seguido por la legislación para la inspección obligatoria de la calidad del agua, incluyendo análisis químicos completos, en 1858. Esta legislación sentó un precedente mundial para intervenciones estatales de salud pública similares en toda Europa. Al mismo tiempo se creó la Comisión Metropolitana de Alcantarillado, se adoptó la filtración del agua en todo el país y se establecieron nuevas tomas de agua en el Támesis por encima de la Esclusa de Teddington. Los filtros automáticos a presión, en los que el agua es forzada bajo presión a través del sistema de filtración, se innovaron en 1899 en Inglaterra.

### Cloración del agua
John Snow  fue el primero en utilizar con éxito el cloro para desinfectar el suministro de agua en el Soho que había ayudado a propagar el brote de cólera. William Soper también utilizó cal clorada para tratar las aguas residuales producidas por los pacientes de fiebre tifoidea en 1879.
En un artículo publicado en 1894, Moritz Traube propuso formalmente la adición de cloruro de cal (hipoclorito de calcio) al agua para hacerla "libre de gérmenes".  Otros dos investigadores confirmaron los hallazgos de Traube y publicaron sus trabajos en 1895. Los primeros intentos de implementar la cloración del agua en una planta de tratamiento de agua se hicieron en 1893 en Hamburgo, Alemania y en 1897 la ciudad de Maidstone, Inglaterra fue la primera en tener todo su suministro de agua tratado con cloro.
La cloración permanente del agua comenzó en 1905, cuando un filtro de arena lento defectuoso y un suministro de agua contaminado provocaron una grave epidemia de fiebre tifoidea en Lincoln, Inglaterra. El doctor Alexander Cruickshank Houston utilizó la cloración del agua para frenar la epidemia. Su instalación alimentaba una solución concentrada de cloruro de cal al agua que se trataba. La cloración del suministro de agua ayudó a detener la epidemia y, como precaución, la cloración se mantuvo hasta 1911, cuando se instituyó un nuevo suministro de agua.

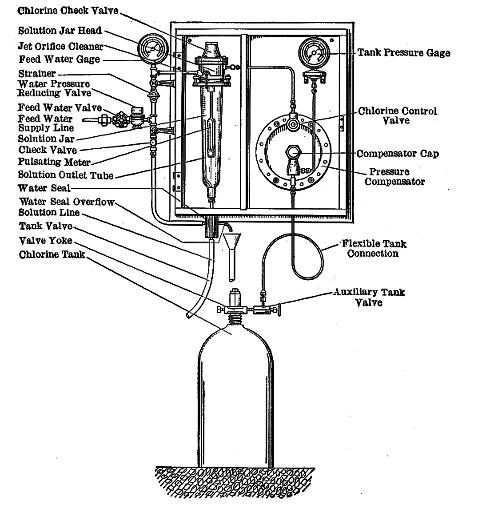
Clorador de control manual para la licuefacción del cloro para la purificación del agua, principios del siglo XX. De Chlorination of Water por Joseph Race, 1918

El primer uso continuado del cloro en Estados Unidos para la desinfección tuvo lugar en 1908 en el embalse de Boonton (en el río Rockaway), que servía de suministro para Jersey City, Nueva Jersey. La cloración se lograba mediante adiciones controladas de soluciones diluidas de cloruro de cal (hipoclorito de calcio) en dosis de 0,2 a 0,35 ppm.  El proceso de tratamiento fue concebido por el Dr. John L. Leal y la planta de cloración fue diseñada por George W. Fuller En los años siguientes, la desinfección con cloro utilizando cloruro de cal se instaló rápidamente en los sistemas de agua potable de todo el mundo.
La técnica de purificación del agua potable mediante el uso de gas cloro licuado comprimido fue desarrollada por un oficial británico del Servicio Médico de la India, Vincent B. Nesfield, en 1903. Según su propio relato: 

Se me ocurrió que el gas de cloro podría ser satisfactorio... si se encontraban los medios adecuados para utilizarlo.... La siguiente cuestión importante era cómo hacer que el gas fuera portátil. Esto podría lograrse de dos maneras: Licuándolo y almacenándolo en recipientes de hierro revestidos de plomo, con un chorro con un canal capilar muy fino y provistos de un grifo o una tapa de rosca. Se abre el grifo y se introduce la botella en la cantidad de agua necesaria. El cloro burbujea y en diez o quince minutos el agua es absolutamente segura. Este método sería útil a gran escala, como para los carros de agua de servicio.

El mayor del ejército estadounidense Carl Rogers Darnall, profesor de química de la Escuela de Medicina del Ejército, hizo la primera demostración práctica en 1910. Poco después, el mayor William J. L. Lyster del Departamento Médico del Ejército utilizó una solución de hipoclorito de calcio en una bolsa de lino para tratar el agua. Durante muchas décadas, el método de Lyster siguió siendo el estándar para las fuerzas terrestres estadounidenses en el campo y en los campamentos, implementado en la forma de la conocida Bolsa Lyster (también deletreada como Bolsa Lister).  La bolsa estaba hecha de lona y podía contener 36 galones de agua. Era porosa y se sostenía con cuerdas, purificando el agua con la ayuda de una solución de hipoclorito de calcio. Cada bolsa tenía un grifo adosado, que se utilizaba para descargar el agua para las pruebas, así como para dispensarla para su uso. Esto se convirtió en la base de los sistemas actuales de purificación del agua municipal.

## Métodos para purificar el agua

### Hervirla
Es el procedimiento primario de desinfección del agua en el que se emplean compuestos. Tiene acción germicida que elimina algunas bacterias, mohos y algas; además de que mantiene un equilibrio de la población de microorganismos patógenos que pudieran encontrarse en el agua. Esto nos permite erradicar la mayor cantidad de bacterias para prevenir la transmisión de enfermedades. Se tiene que hervir el agua 15 o 20 minutos 

### Filtración a través de lecho interno
Es un sistema de filtrado que atrapa las partículas de mayor tamaño suspendidas en el agua, quedando en las distintas capas de arena que guardan distinto espesor.

### Filtración a través de carbón activado
La filtración mediante carbón activado se emplea en el tratamiento de agua, debido a que posee una gran capacidad de absorción de diversos elementos. Sus aplicaciones más beneficiosas tienen que ver con la reducción del sabor y olor a cloro, sedimentos y compuestos orgánicos. Además, es utilizado para la filtración en equipos de ósmosis inversa.
Este tipo de filtración se emplea para depuraciones de agua subterránea, purificaciones del caudal final de las estaciones de tratamiento de agua potable, decoloraciones del agua, depuración de agua para piscinas y refinamiento de aguas residuales tratadas entre otros.
Su funcionamiento es muy simple: consiste en introducir el agua por la parte superior de una columna que contiene el carbón activo para que, mediante la acción de la gravedad o de una presión artificial, circule hacia abajo y se recupere a través de un sistema de drenaje inferior.

### Filtración mediante cartuchos

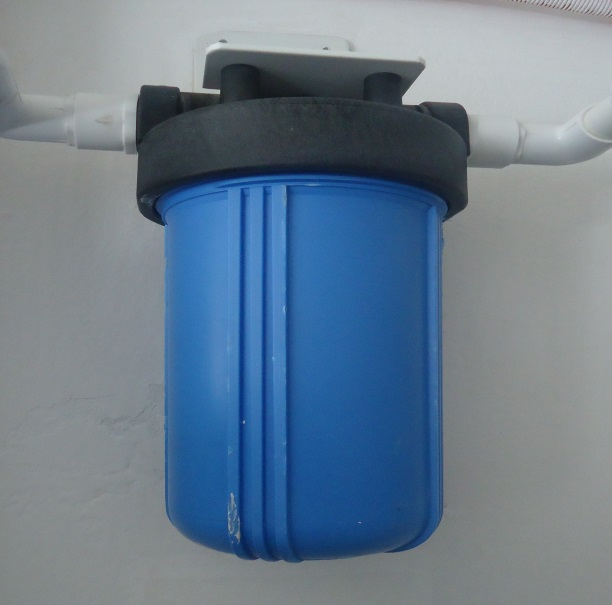
Filtro pulidor

Es el último paso del agua para lograr su pulido físico. Es el agua que pasa a través de un dispositivo que contiene papel filtro, con la capacidad de retener algún posible residuo suspendido en el agua de un tamaño aproximado de hasta 0.22 micras, aunque en las plantas purificadoras el filtrado típico es de 5 micras. Cuando el cartucho se ensucia por el exceso de materia suspendida, solo se cambia por otro o bien puede lavarse y reutilizarse para su consumo.

### Suavización del agua
Suavizador y es para quitarle la dureza al agua (contenido alto en sales). En este filtro se usan resinas que retienen el calcio, sodio y magnesio y pueden ser naturales o creadas artificialmente, los sólidos en suspensión (sales) que quedan flotando por encima de la resina se drenan y que se dirigen al drenaje.

### Ósmosis inversa
Es conocida como ultra purificación en la cual se hace pasar al agua a altas presiones a través de una membrana semipermeable que separa el agua más alta en sales y el agua baja en sales.
La función de la membrana semipermeable es quitar la mayor parte de los sólidos disueltos totales de un 95% a un 99% y el 99% de todas las bacterias. El agua pasa a través de la membrana a alta presión de tal modo que las impurezas salen por detrás, dejando fluir y continuar con su proceso al agua más pura.
De ser necesario se vuelve a pulir el agua físicamente con un filtro que contenga un cartucho con capacidad de retener hasta una micra o menos.

### Luz ultravioleta

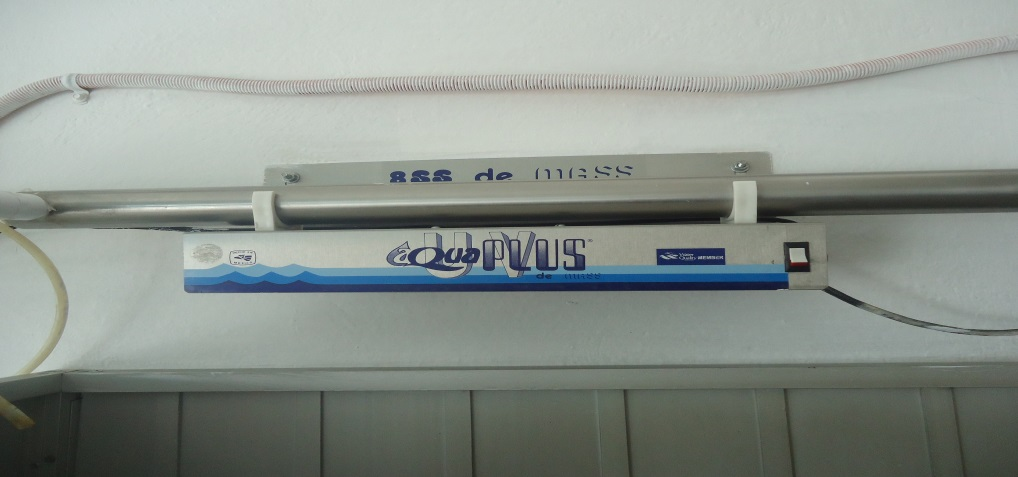
Lámpara de luz ultravioleta

La luz ultravioleta se usa para matar a bacterias, pues gracias al espectro que tiene es posible llegar a exterminarlas esterilizando así el agua.Este proceso se puede realizar usando los rayos ultravioleta en el agua de una manera de acción natural

### Ozonificación de agua

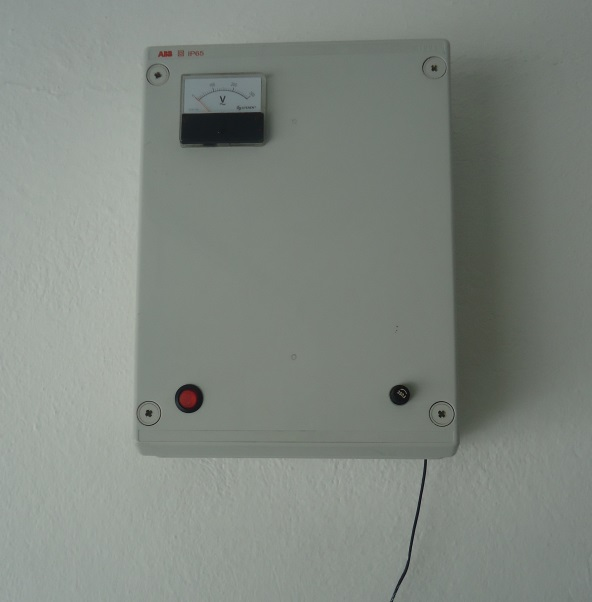
Generador de ozono

Se emplea después de que el agua ha pasado por los rayos ultravioleta; es un gas que se inyecta al agua de la forma más directa posible en combinación con el aire que, al tener contacto con el agua, lleva a cabo la oxidación de los compuestos orgánicos e inorgánicos de ésta, destruyéndolos y evitando la formación de algas y putrefacción del agua.
La efectividad de la desinfección mediante ozono tiene que ver con la cantidad empleada de este y con el tiempo en contacto con el agua.